# Vakulîha, Karlivka
Vakulîha (în ucraineană Вакулиха) este un sat în comuna Halturîne din raionul Karlivka, regiunea Poltava, Ucraina.

## Demografie
Componența lingvistică a localității Vakulîha
     Ucraineană (95,98%)
     Rusă (4,02%)
Conform recensământului din 2001, majoritatea populației localității Vakulîha era vorbitoare de ucraineană (95,98%), existând în minoritate și vorbitori de rusă (4,02%).